# Pipistrellus raceyi
Espèce
Synonymes
- Pipistrellus (Pipistrellus) raceyi Bates, Ratrimomanarivo, Harrison & Goodman, 2006[1]

Répartition géographique
Statut de conservation UICN

 DD  : Données insuffisantes
La Pipistrelle de Racey (Pipistrellus raceyi) est une espèce de chauves-souris de la famille des Vespertilionidae et présente à Madagascar. Bien qu'il y ait eu des rapports d'espèces non-identifiées du genre Pipistrellus vivant à Madagascar depuis les années 1990, P. raceyi n'a été formellement décrit qu'en 2006. Cette espèce est apparemment très proche des espèces asiatiques P. endoi, P. paterculus et P. abramus ; ses ancêtres ont probablement rejoint Madagascar depuis l'Asie. La présence de P. raceyi a été enregistrée à quatre endroits, deux dans les plaines de l'Ouest et deux dans les plaines de l'Est. À l'Est, l'espèce a été trouvée dans des aires ouvertes et sur des immeubles ; à l'Ouest, elle a été trouvée en forêt sèche. En raison du manque de données acquises sur P. raceyi, l'espèce se trouve dans la catégorie Données insuffisantes de la Liste rouge de l'UICN.

## Systématique
L'espèce Pipistrellus raceyi a été décrite en 2006 par Paul J. J. Bates (d), Fanja Ratrimomanarivo (d), David L. Harrison (d) et Steven M. Goodman.

## Description
Avec un avant-bras de 28,0 mm à 31,2 mm, Pipistrellus raceyi fait plutôt partie des petites espèces du genre Pipistrellus. Le dessus de son corps est rougeâtre et le dessous est jaune-brun. Ses ailes sont sombres et ses pattes petites. Les mâles ont un long pénis et un long baculum (os du pénis), qui est quelque peu similaire à ceux des espèces P. endoi, P. abramus et P. paterculus. Au niveau du crâne, le rostrum est moins plat que chez ses proches voisins et les arcades sourcilières sont proéminentes.

## Étymologie
Son nom spécifique, raceyi, ainsi que son nom vernaculaire, Pipistrelle de Racey, lui ont été donnés en l'honneur de Paul A. Racey (d) de la Chaire royale de zoologie de l'université de Glasgow, en reconnaissance de son engagement de longue date pour l'étude et la conservation des chauves-souris dans le monde et notamment les espèces malgaches.

## Publication originale
- (en) Paul J. J. Bates, Fanja H. Ratrimomanarivo, David L. Harrison et Steven M. Goodman, « A description of a new species of Pipistrellus (Chiroptera: Vespertilionidae) from Madagascar with a review of related Vespertilioninae from the island », Acta Chiropterologica, Musée et institut de zoologie de l'Académie polonaise des sciences (d), vol. 8, no 2,‎ décembre 2006, p. 299-324 (ISSN 1508-1109 et 1733-5329, DOI 10.3161/1733-5329(2006)8[299:ADOANS]2.0.CO;2, lire en ligne).